# Bremerhaven
Bremerhaven là cảng biển của Thành phố cảng tự do Bremen, Đức.
Nó tạo thành một vùng đất lọt trong bang Niedersachsen và tọa lạc tại cửa sông Weser trên bờ phía đông của nó, đối diện với thị trấn Nordenham. Mặc dù là một thành phố tương đối mới, nó có một lịch sử lâu dài như là một cảng thương mại và hôm nay là một trong những cảng quan trọng nhất của Đức, đóng vai trò quan trọng trong thương mại của Đức.

## Lịch sử
Thị trấn được thành lập vào năm 1827, nhưng các khu định cư, như Lehe, nằm trong vùng lân cận vào đầu thế kỷ thứ 12, và Geestendorf, được "đề cập đến trong các văn bản của thế kỷ 9".